# Musée du palais impérial
Le musée du palais impérial (chinois simplifié : 故宫博物院 ; pinyin : Gùgōng Bówùyùan, litt. musée de l'ancien palais), ou simplement musée du Palais, est un musée national installé dans les bâtiments de la Cité interdite au centre de Pékin ; il a ouvert ses portes au public en 1925, après que le dernier empereur de Chine a été évincé de son palais.
Les 980 bâtiments abritant le musée ont été construits entre 1406 et 1420, sur plus de 72 hectares ; ils contiennent plus de 1,8 million d'œuvres d'art, provenant principalement des collections impériales des dynasties Ming  et Qing, mais qui furent enrichies tout au long du xxe siècle par de nouvelles acquisitions, des apports d'autres musées, et de nouvelles découvertes archéologiques.
Le musée a reçu plus de 17 millions de visiteurs en 2018, ce qui en fait le musée le plus visité au monde,

## Historique

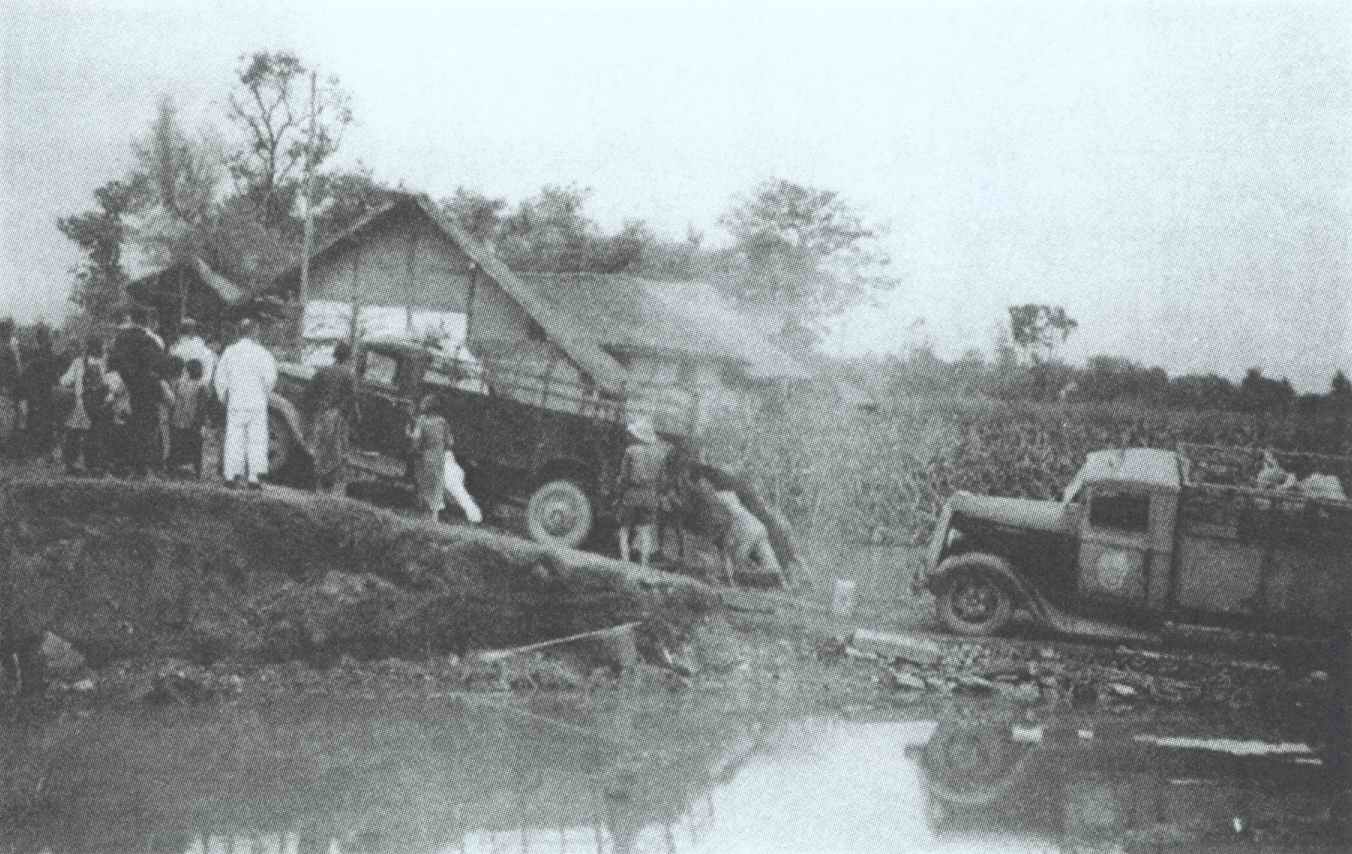
Les collections du musée évacuées devant l'avance des forces japonaises dans les années 1930.

### Palais
Le musée du palais est installé dans les bâtiments de la Cité interdite, située au centre de Pékin et qui constituait le palais impérial de la dynastie Ming à la fin de la dynastie Qing. Durant près de cinq siècles, ce fut la demeure de l'Empereur et de sa domesticité, et le centre politique du gouvernment chinois.
Construit entre 1406 et 1420, le complexe se compose de 980 bâtiments comportant  8 707 pièces, sur un espace d'une superficie de 72 hectares. Il illustre l'architecture classique des palais chinois, et a influencé les développements culturels et architecturaux en  Asie de l'Est et ailleurs. La Cité interdite a été inscrite au Patrimoine mondial en 1987 ; l'UNESCO la répertorie comme le plus grand ensemble de structures anciennes en bois encore existant dans le monde.

### Musée

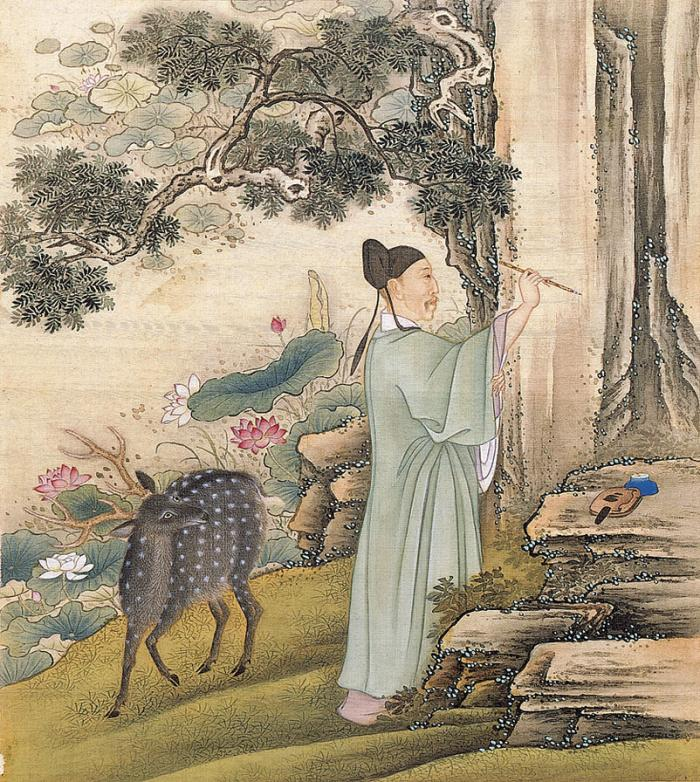
Image provenant de lalbum de l'empereur Yongzheng (1723—1735).

En 1912, Puyi, le dernier Empereur de Chine, abdiqua. Par un accord avec le gouvernement de la jeune République chinoise, Puyi put demeurer dans la Cour intérieure, tandis que la Cour extérieure était ouverte au public et qu'un petit musée y était installé, exhibant des objets provenant des bâtiments extérieurs. En 1924, Puyi fut chassé après un coup d'État ; le musée du Palais fut alors inauguré dans la Cité interdite le 10 octobre 1925 (le jour du double dix (en)).
Les collections du musée du Palais reposent sur celles de la dynastie Qing qui, selon un audit de 1925, contenaient 1,17 million d'œuvres d'art, sans compter d'innombrables livres et documents historiques rares, parmi lesquels les archives gouvernementales des dynasties Ming et Qing.
À partir de 1933, la menace de l'invasion japonaise amena l'évacuation de la plus grande partie des collections du musée. Après la Seconde Guerre mondiale, elles furent ramenées à Nankin. Cependant, avec la victoire imminente des communistes dans la guerre civile, le gouvernement de Tchang Kaï-chek ordonna une nouvelle évacuation de la collection vers Taïwan. 13 491 caisses furent ainsi évacuées, dont 2 972 se trouvent actuellement au musée national du Palais à Taipei, une collection d'ouvrages de grande qualité formant le cœur de ce musée. 2 221 caisses sont toujours entreposées et conservées par le musée de Nankin ; la plupart des autres caisses (plus de 8 000) retournèrent à Pékin.
Sous le gouvernement de la république populaire de Chine, le musée organisa un nouvel audit ainsi qu'une fouille systématique de la Cité interdite, découvrant de nombreux objets de valeur ; de plus, le gouvernement fit venir des objets d'autres musées pour compléter les collections ; il fit également des achats et reçu des dons du public.

## Collections

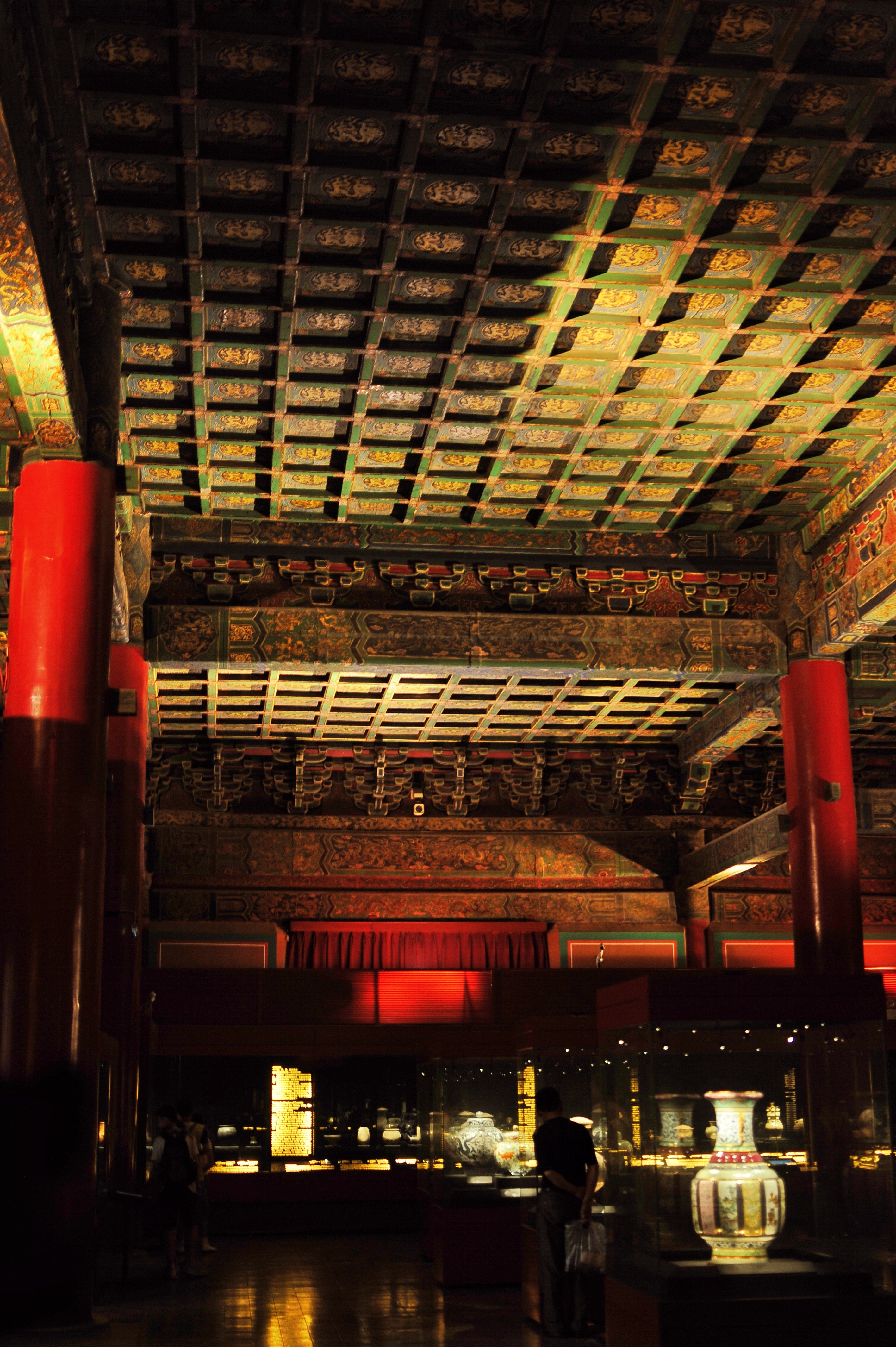
Intérieur de l'un des nombreux halls du musée.

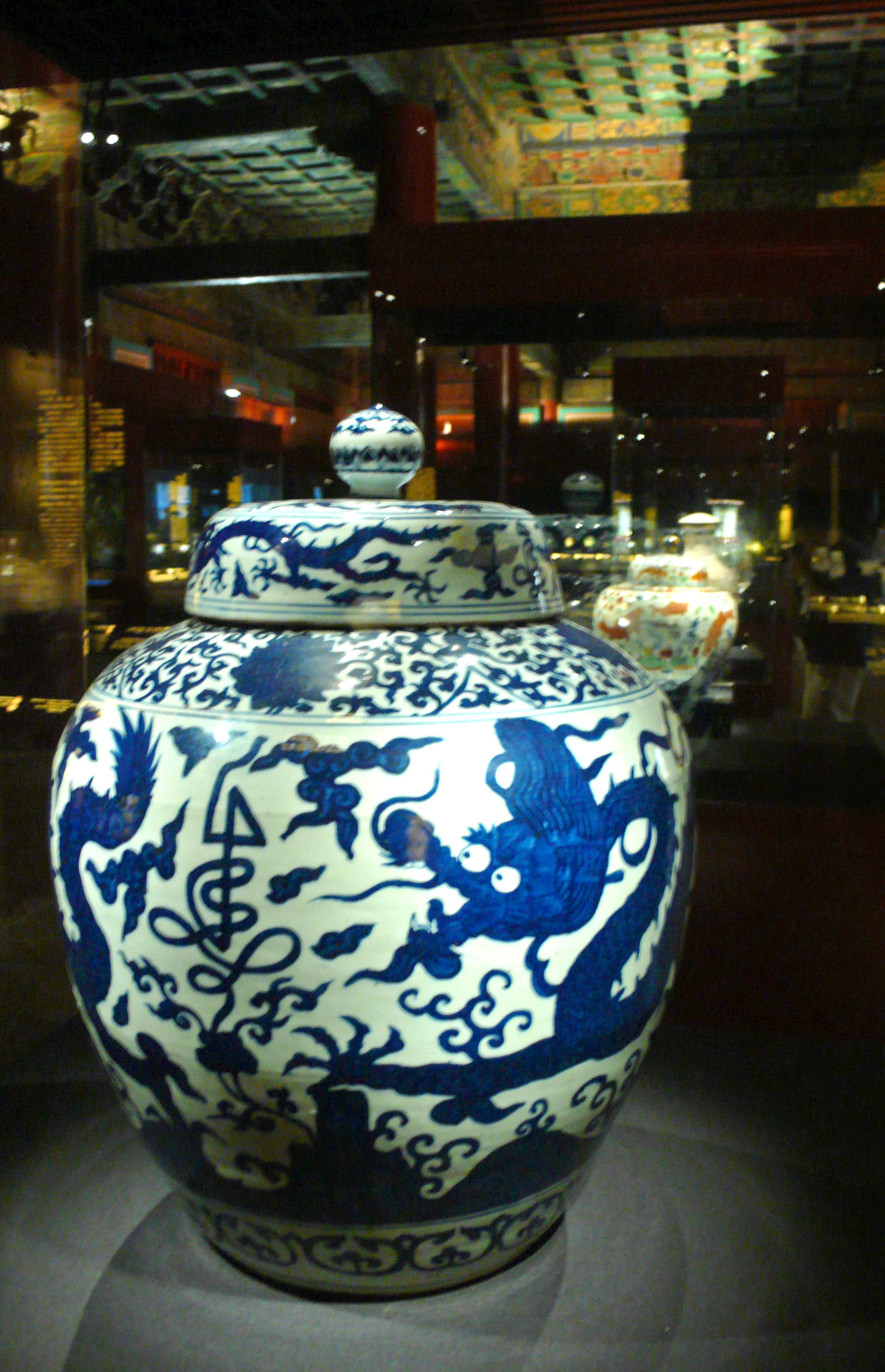
Un vase en porcelaine bleue et blanche avec nuages et dragons, marqué du caractère Longévité (寿), datant du règne de l'empereur Jiajing (1521-1567).

Plus d'un million d'œuvres d'art rares et de grande valeur figurent dans les collections permanentes du musée ; un inventaire effectué entre 2004 et 2010 recensait 1 807 558 objets, dont 1 684 490 étaient considérés  comme des « reliques culturelles de valeur »  par l'État ; fin  2016, il fut annoncé dans une conférence de presse que 55 132 objets supplémentaires avaient été découverts, portant le total à 1 862 690 objets.

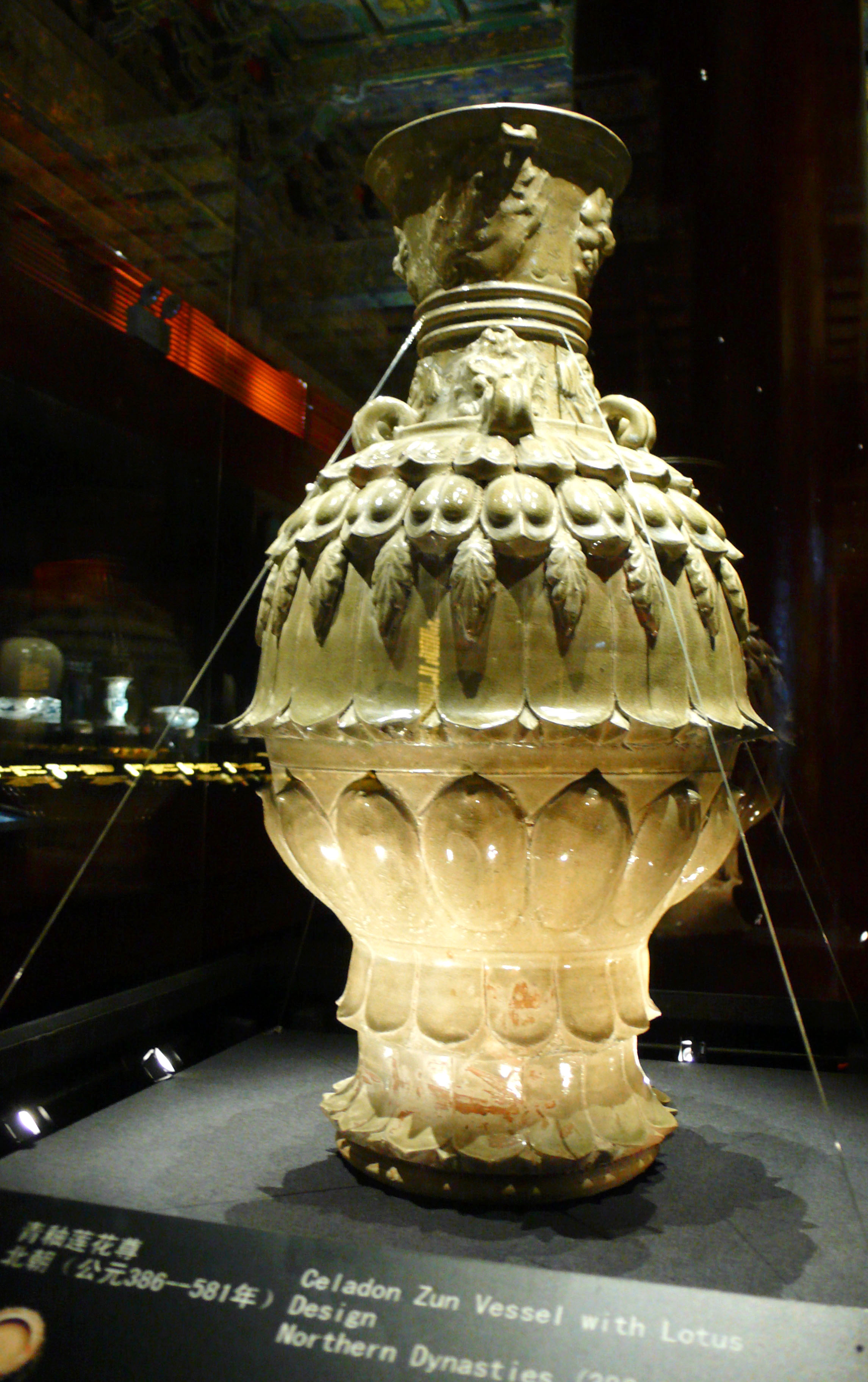
Un vase céladon zunorné de lotus, dynasties du Nord (316–581).

### Céramique
Le musée possède 340 000 céramiques et porcelaines parmi lesquelles celles provenant des collections impériales des dynasties Tang et Song, ainsi que des pièces commandées par le Palais, et parfois par l'Empereur lui-même ; cette collection représente le meilleur de la production de porcelaines chinoises, et est l'une des plus importantes collections de ce genre au monde.

### Peinture

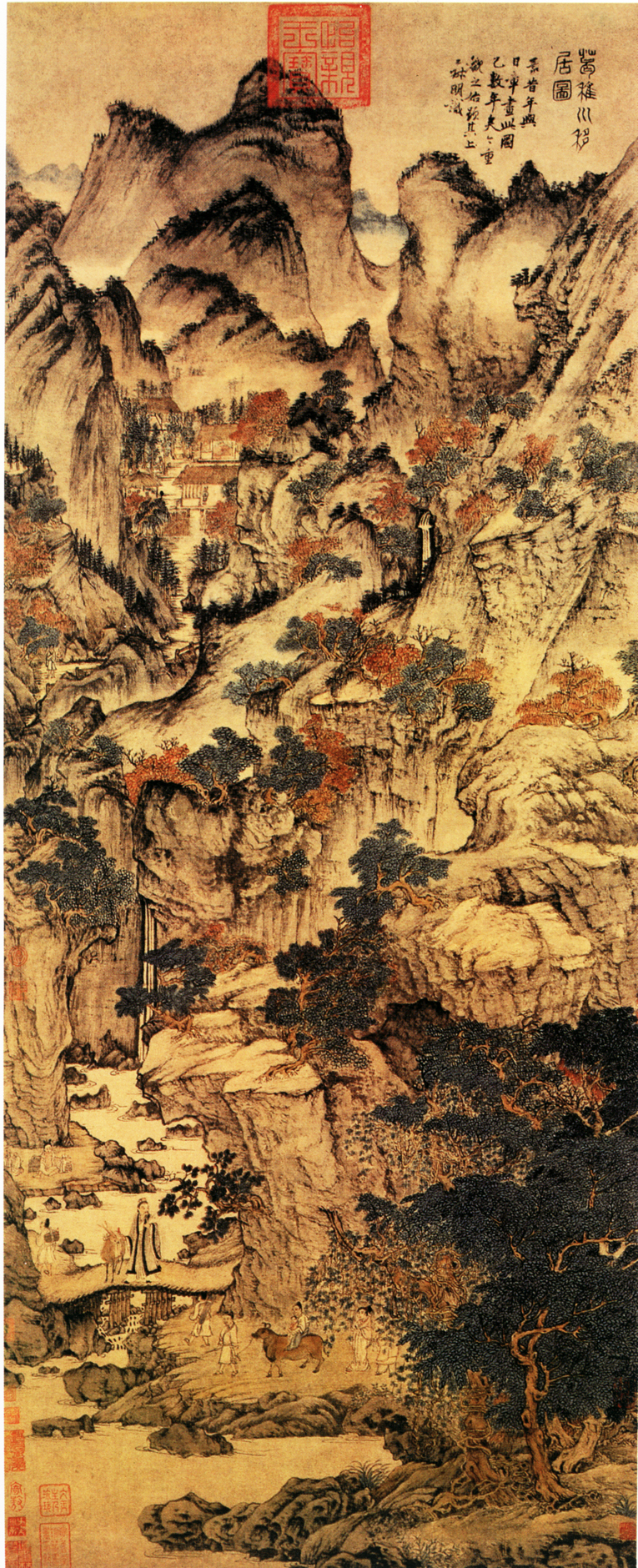
Le déménagement de Ge Hong, tableau de Wang Meng (XIVe siècle).

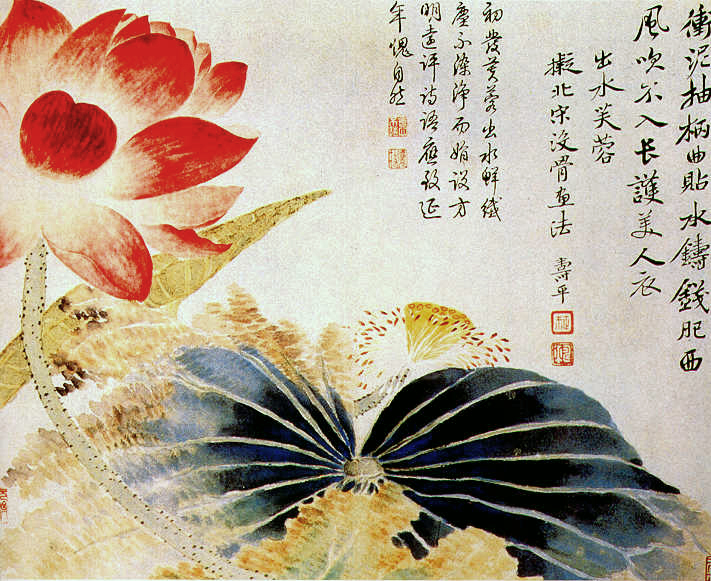
Fleurs de lotus affleurant la surface, tableau de Yun Shouping (XVIIe siècle).

Le musée possède près de 50 000 peintures ; plus de 400 d'entre elles datant d'avant la dynastie Yuan (1271–1368). Cette collection est la plus vaste de Chine, et contient certaines des plus rares peintures chinoises. Cette collection est basée sur celles des dynasties Ming et Qing, en particulier dues à des empereurs tels que Qianlong. Cependant, une partie importante de ces collections est perdue ou détruite, car Puyi l'avait fait transférer hors du Palais après son abdication ; de plus, quelques-unes des plus belles œuvres furent emmenées à Taïwan en 1948.

### Jade
Le jade tient une place unique dans la culture chinoise. Le musée possède environ 30 000 pièces, parmi lesquelles certaines, précédant la dynastie Yuan, sont historiquement célèbres, et d'autres proviennent de découvertes archéologiques récentes, remontant au Néolithique. Parmi les œuvres des dynasties Ming et Qing se trouvent des objets destinés à l'usage quotidien du Palais, mais aussi des tributs des diverses provinces de l'Empire et des cadeaux venus de l'étranger.

### Bronzes
Le bronze joue lui aussi un rôle important dans la culture chinoise, ainsi que dans les cérémonies officielles. La collection du musée remonte au début de la dynastie Shang. Elle comporte près de 10 000 pièces, dont 1600 sont porteuses d'inscriptions précédant la dynastie Qin. Des objets de cérémonie venant de la cour impériale forment une partie importante de cette collection, en particulier des instruments utilisés pour les orchestres impériaux.

### Horlogerie
Le musée possède une des plus vastes collections du monde, formée de plus de mille mécanismes d'horlogerie datant des dix-huitième et dix-neuvième siècles, chinois et étrangers. Les mécanismes chinois ont été fabriqués au palais ainsi qu'à Guangzhou et Suzhou ; les pièces étrangères viennent de nombreux pays, la Grande-Bretagne en ayant fourni la plus grande partie. Une pièce remarquable est une horloge accompagnée d'un automate capable d'écrire en calligraphie chinoise.

### Objets liés à la famille impériale
Une partie importante des collections du musée est formée d’objets utilisés par la famille impériale dans sa vie quotidienne et dans les cérémonies officielles.

## Expositions
Les expositions permanentes sont de deux types : les expositions « comme c'était » (chinois simplifié : 原状陈列), dans des salles organisées et décorées comme du temps des empereurs, et les expositions thématiques (chinois simplifié : 专馆), installées dans onze pavillons dédiés :
1. Miniatures
2. Peinture et calligraphie
3. Céramique
4. Salle du Trésor
5. Horlogerie
6. Sculpture
7. Architecture
8. Bronzes
9. Opéra chinois
10. Armes
11. Mobilier

## Organisations académiques
Plusieurs de ces organisations sont abritées par le musée ; les deux principales sont l'Académie du Palais et l'Institut de recherche du Palais ; on y trouve aussi la Société de la Cité interdite, la Société de l'histoire du palais sous les Qing et le Laboratoire national de la recherche et de la préservation des céramiques anciennes.

### Recherche
L'Institut de recherche du Palais est dirigé par Zheng Xinmiao ; il publie le Journal du musée du Palais (故宫博物院院刊) et le Journal des études de l'ancien Palais (故宫学刊) et dirige de nombreux laboratoiires.

### Conservation
Le Conservatoire est la section du Musée responsable de l'entretien et de la réparation des objets ; il est organisé en laboratoires spécialisés :
1. Analyse préliminaire
2. Conservation des matières organiques
3. Biologie
4. Contrôle environnemental
5. Conservation des matières minérales
6. Conservation de l'architecture
7. préparation des échantillons
8. Tomographie
9. Spectométrie

Ainsi qu'en studios consacrés à la restauration :
1. Céramique, émail et pierre
2. Marqueterie
3. Laque
4. Ébénisterie
5. Textiles
6. Bronze
7. Calligraphie et peinture
8. Horlogerie
9. Reproduction virtuelle
10. Arts divers
11. Encadrement
12. Emballage

## Administration
Le conservateur du musée est Wang Xudong (en), auparavant directeur de l'Académie de recherche de Dunhuang (en).

## Musées satellites
- La Galerie Kulangsu des objets étrangers du musée du Palais, à  Kulangsu, Xiamen.
- D'autres annexes, à Hong Kong, et Pékin, doivent ouvrir en 2022.

## Spectacles
La Cité interdite est parois utilisée pour des spectacles, bien que le risque de dégradation des anciennes structures amène à sévèrement restreindre ces manifestations, qui se déroulent en fait presque toutes en extérieur.
- En 1997, le compositeur et claviériste grec Yanni donna un concert devant la Cité interdite, première performance d'un artiste occidental en ce lieu historique[26].
- Turandot, opéra de Giacomo Puccini racontant l'histoire d'une princesse chinoise, fut joué pour la première fois (en) en 1998 au Sanctuaire impérial, situé juste en dehors de la Cité interdite[27].
- En 2001, Les Trois Ténors (Plácido Domingo, José Carreras et Luciano Pavarotti) se produisirent devant l'entrée principale de la Cité interdite.
- En 2004, Jean-Michel Jarre donna un concert devant la Cité interdite dans le cadre de l'« année de la France en Chine »[28].